# Constance Langley
Lady Constance Langley LG (auch Constance of York oder Constance Despenser, Lady Despenser), (* 1374 oder 1375 in Conisbrough Castle; † 28. November 1416) war eine englische Adlige und Rebellin.

## Herkunft
Constance entstammte einer Nebenlinie des Hauses Plantagenet und wurde in Yorkshire als zweites Kind von Edmund of Langley, 1. Duke of York und von Isabella von Kastilien geboren. Ihr Vater war ein jüngerer Sohn von König Eduard III., ihre Mutter war eine Tochter von König Peter dem Grausamen von Kastilien und von dessen Mätresse María de Padilla.

## Leben
Am 16. April 1378 wurde ihrem Vater das Recht zugestanden, seine Tochter mit Thomas le Despenser, dem minderjährigen Erben des verstorbenen Edward le Despenser, 1. Baron le Despenser zu verheiraten. Die Heirat fand im November 1379 statt. Ihr Mann wurde ein Günstling des jungen Königs Richard II., der sie 1386 in den Hosenbandorden aufnahm. 1397 wurde ihr Mann, der als Erbe seines Vaters den Titel Baron le Despenser trug, vom König zum Earl of Gloucester erhoben, doch verlor er den Titel wieder nach dem Sturz des Königs 1399. Er beteiligte sich am Epihany Rising, einer gescheiterten Verschwörung gegen den neuen König Heinrich IV. und wurde am 13. Januar 1400 hingerichtet.
Seine Besitzungen, vor allem die Herrschaft Glamorgan in Wales, wurden von der Krone beschlagnahmt. Am 11. Februar erhielt Constance als seine Witwe jedoch Güter, die ihr ein Jahreseinkommen von £ 200 einbrachten, dazu durfte sie ihre persönlichen Juwelen und ihren Schmuck behalten. Acht Tage später erhielt sie weitere Güter, die jährlich etwa 1000 Mark einbrachten, und am 3. März wurde sie Vormund ihres Sohnes Richard. Zu den Besitzungen, die sie zurückerhielt, gehörte Cardiff Castle in Glamorgan, das jedoch während der walisischen Rebellion von Owain Glyndŵr um 1404 von den Rebellen erobert wurde und bis etwa 1406 in deren Hand blieb. Im Januar 1404 beantragte Constance, dass sie weitere Güter ihres ehemaligen Besitz zurückerhielt, was ihr auch zugestanden wurden. Trotz dieser nachsichtigen Behandlung durch Heinrich IV. beteiligte sie an einer Verschwörung gegen den König. Am 15. Februar 1405 wurde bekannt, dass Constance den jungen Edmund Mortimer, einen möglichen Thronanwärter, und dessen Bruder Roger aus Windsor Castle entführt hatte und mit ihnen auf der Flucht nach Cardiff war. Sie wollte die beiden Jungen höchstwahrscheinlich Sir Edmund Mortimer, dem Schwiegersohn und Verbündeten von Owain Glyndŵr und Onkel der beiden Jungen übergeben. Die sie verfolgenden königlichen Truppen stellten sie bei Cheltenham, und Constance musste sich vor einer großen Ratsversammlung in Westminster verantworten. Dort beschuldigte sie ihren Bruder Edward of Norwich, 2. Duke of York als Urheber der Verschwörung. Als dieser seine Beteiligung bestritt, verlangte sie einen gerichtlichen Zweikampf, in dem ein Champion gegen ihren Bruder kämpfen sollte. Der Knappe William Maidstone erklärte sich bereit, gegen Edward of Norwich anzutreten, und auch dieser stimmte dem Kampf zu. Hier intervenierte Thomas of Lancaster als Lord High Steward. Er ließ sowohl Constance wie auch ihren Bruder Edward verhaften. Constance wurde in Kenilworth Castle inhaftiert und am 12. März wurden ihre Güter und ihr Besitz beschlagnahmt. Trotz ihres Verrats wurde sie im Januar 1406 teilweise rehabilitiert, doch der König behielt sich vorsichtshalber die Verwaltung ihrer walisischen Besitzungen zunächst selbst vor und bestimmte, dass diese ihr nicht vor Juni 1407 zurückgegeben wurden. Ihr Bruder Edward of Norwich stellte bis 1408 die englische Herrschaft in Glamorgan wieder her.
Von ihrem weiteren Leben ist wenig bekannt. Im Mai 1409 gehörte sie zu den Landbesitzern, die in ihren walisischen Besitzungen leben mussten, um die Rebellion von Owain Glyndŵr endgültig niederzuschlagen. Sie starb vermutlich in oder bei Westminster und wurde in Reading Abbey in Reading in Berkshire begraben.

## Nachfahren
Mit ihrem Mann Thomas le Despenser hatte sie mindestens fünf Kinder, darunter
- Sir Richard le Despenser, 4. Baron Burghersh (1396–1414)
- Isabel le Despenser (1400–1439)

1405 oder 1406 hatte sie eine Affäre mit Edmund Holland, 4. Earl of Kent gehabt. Aus dieser Affäre hatte sie eine uneheliche Tochter:
- Eleanor de Holand (* um 1406; † nach 1430) ⚭ James Tuchet, 5. Baron Audley of Heleigh

Da ihre Söhne alle bereits jung verstorben waren, erbte ihre Tochter Isabel ihre Ländereien.